# Anartia jatrophae
Công trắng (Anartia jatrophae) là một loài bướm được tìm thấy ở đông nam Hoa Kỳ, Trung Mỹ, và khắp phần lớn Nam Mỹ.

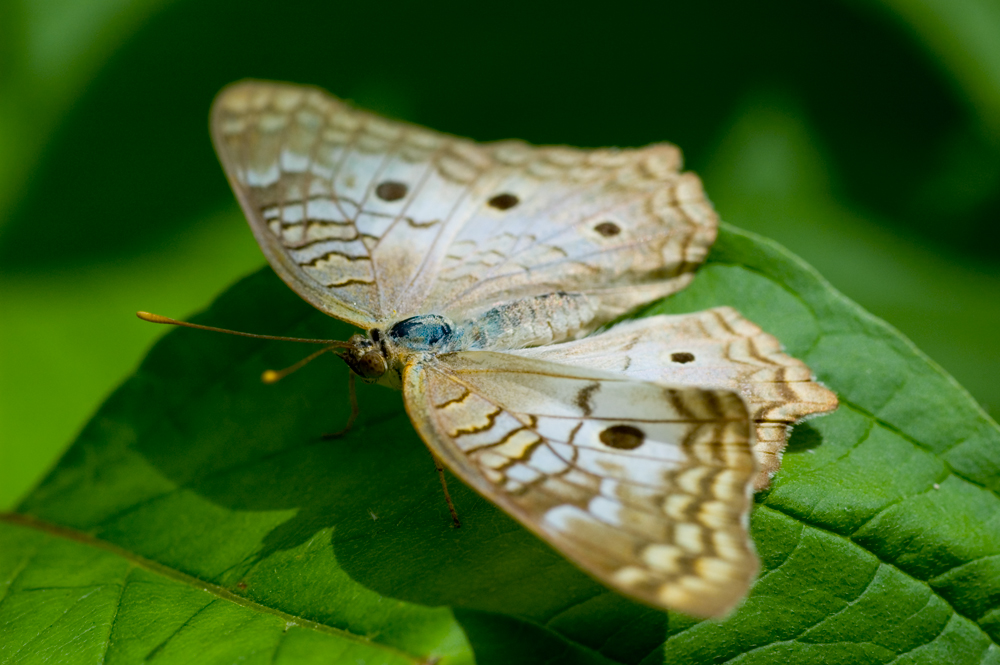
Hình ảnh bướm công trắng.

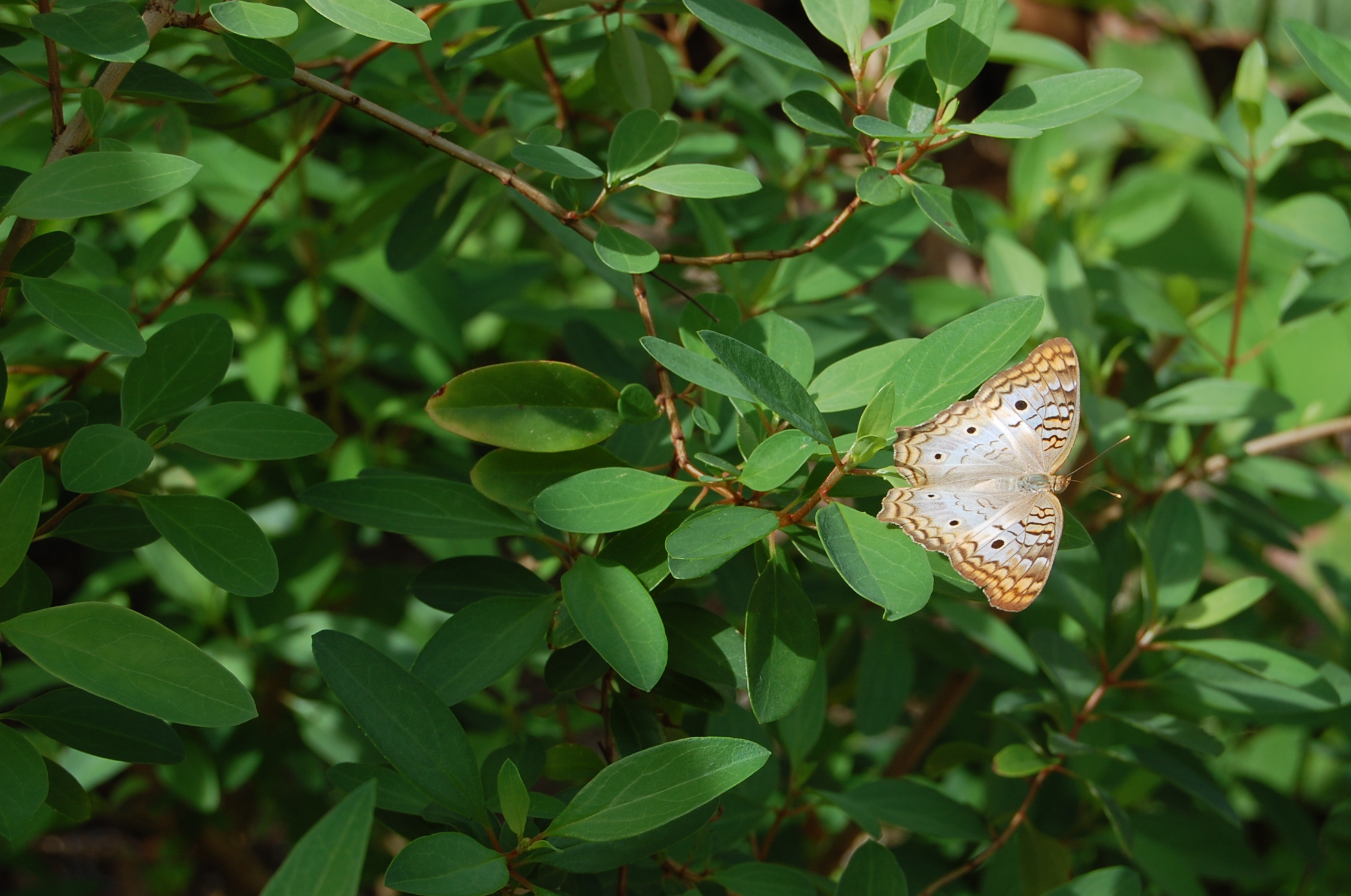
Hình ảnh ở Grand Cayman

## Hình ảnh

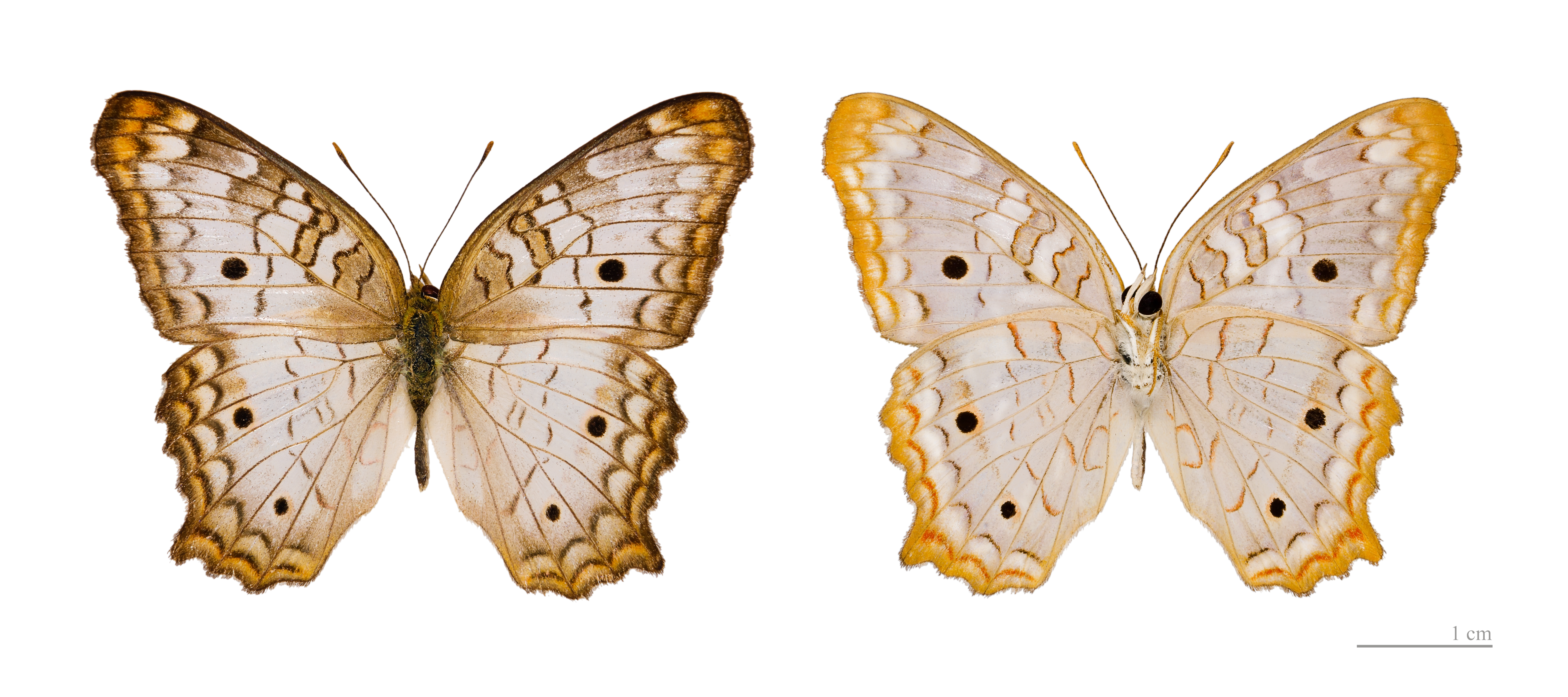
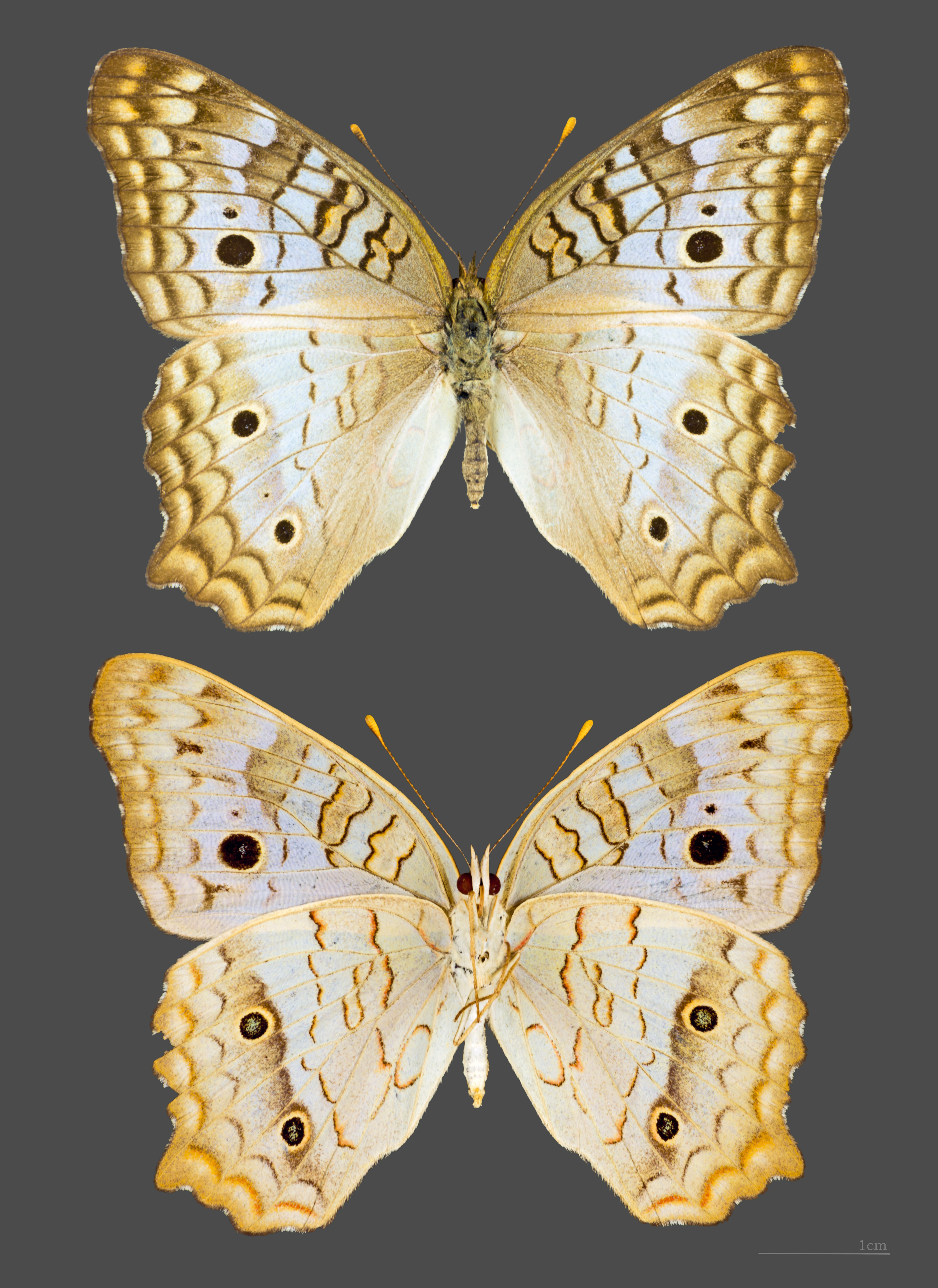
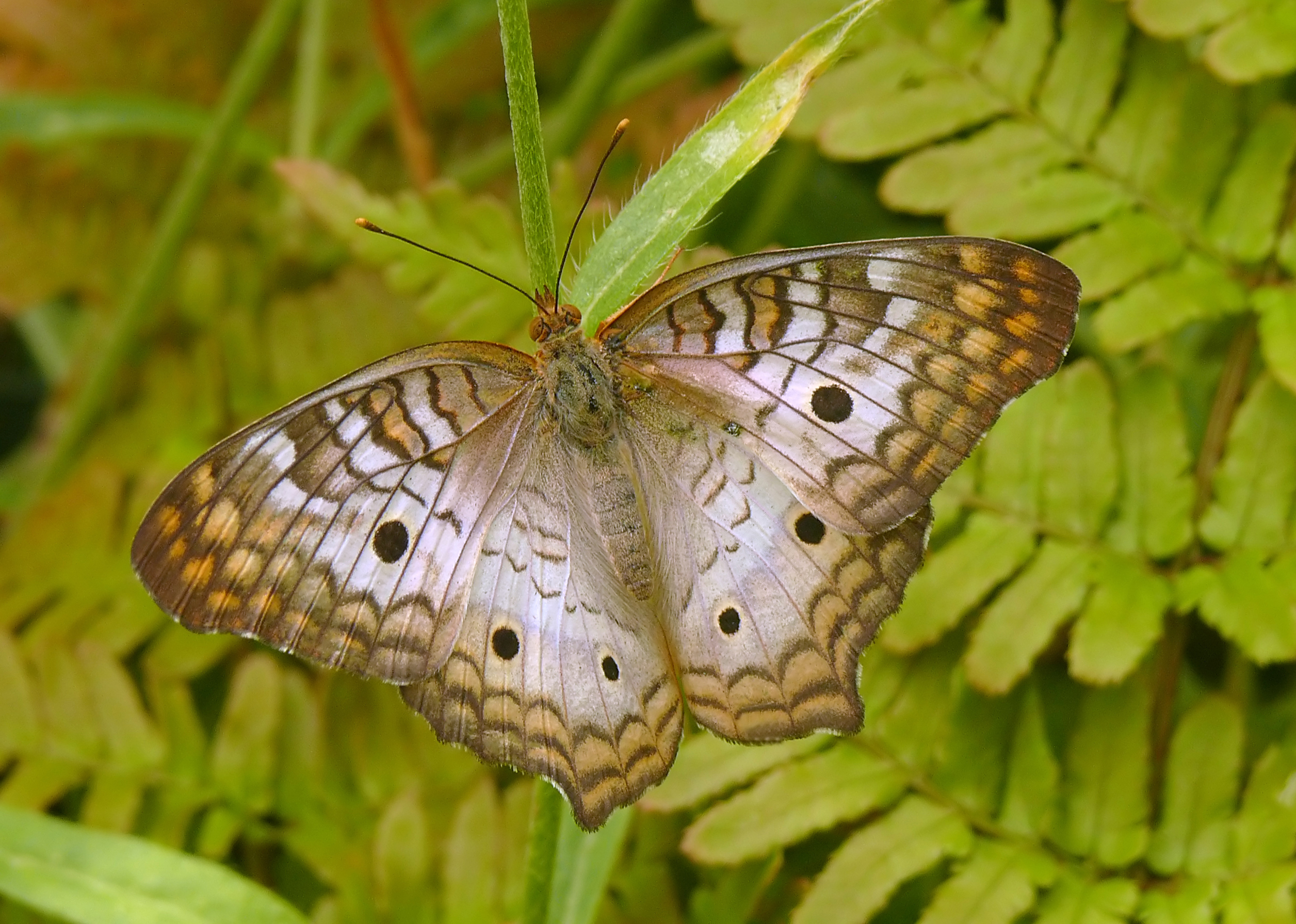
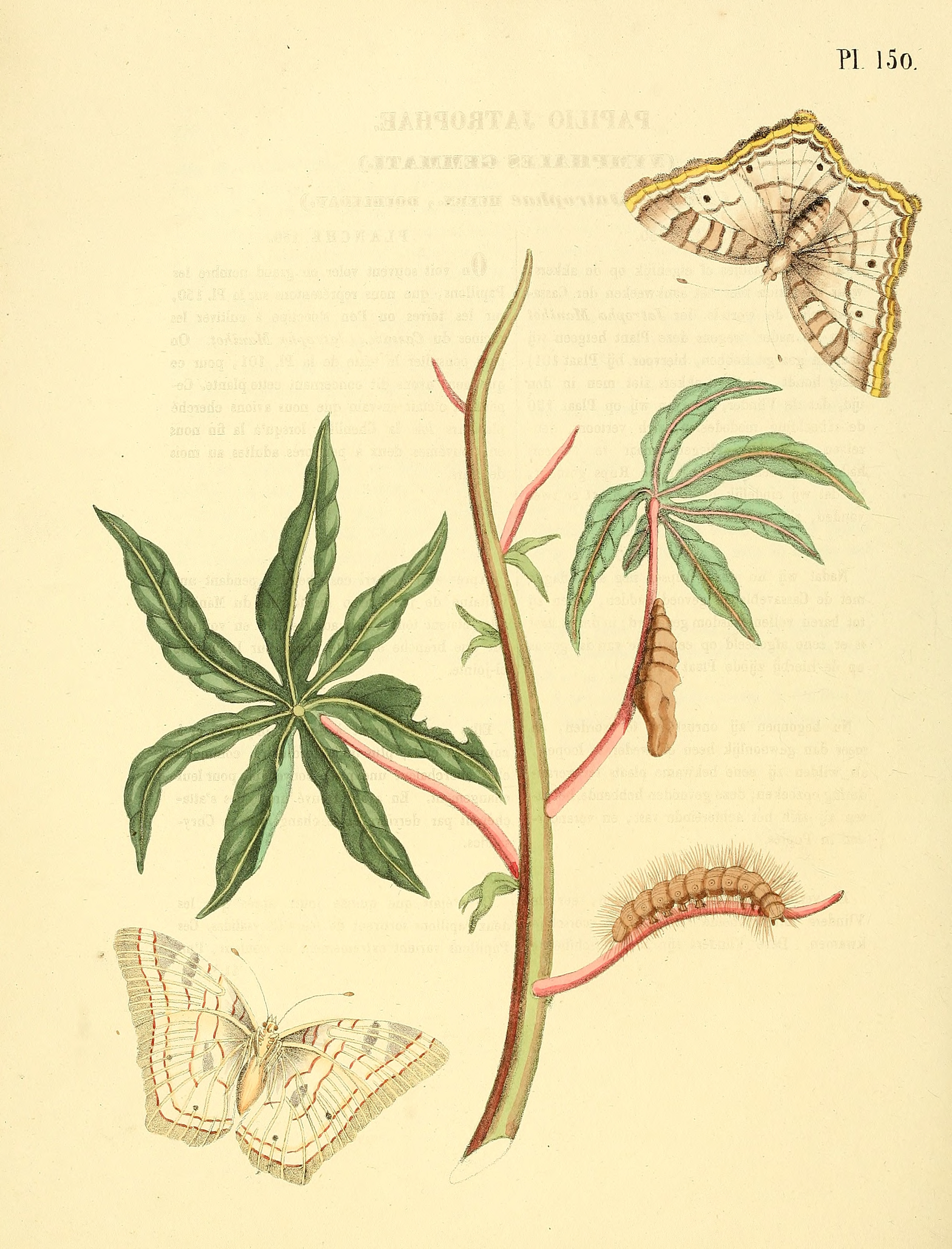
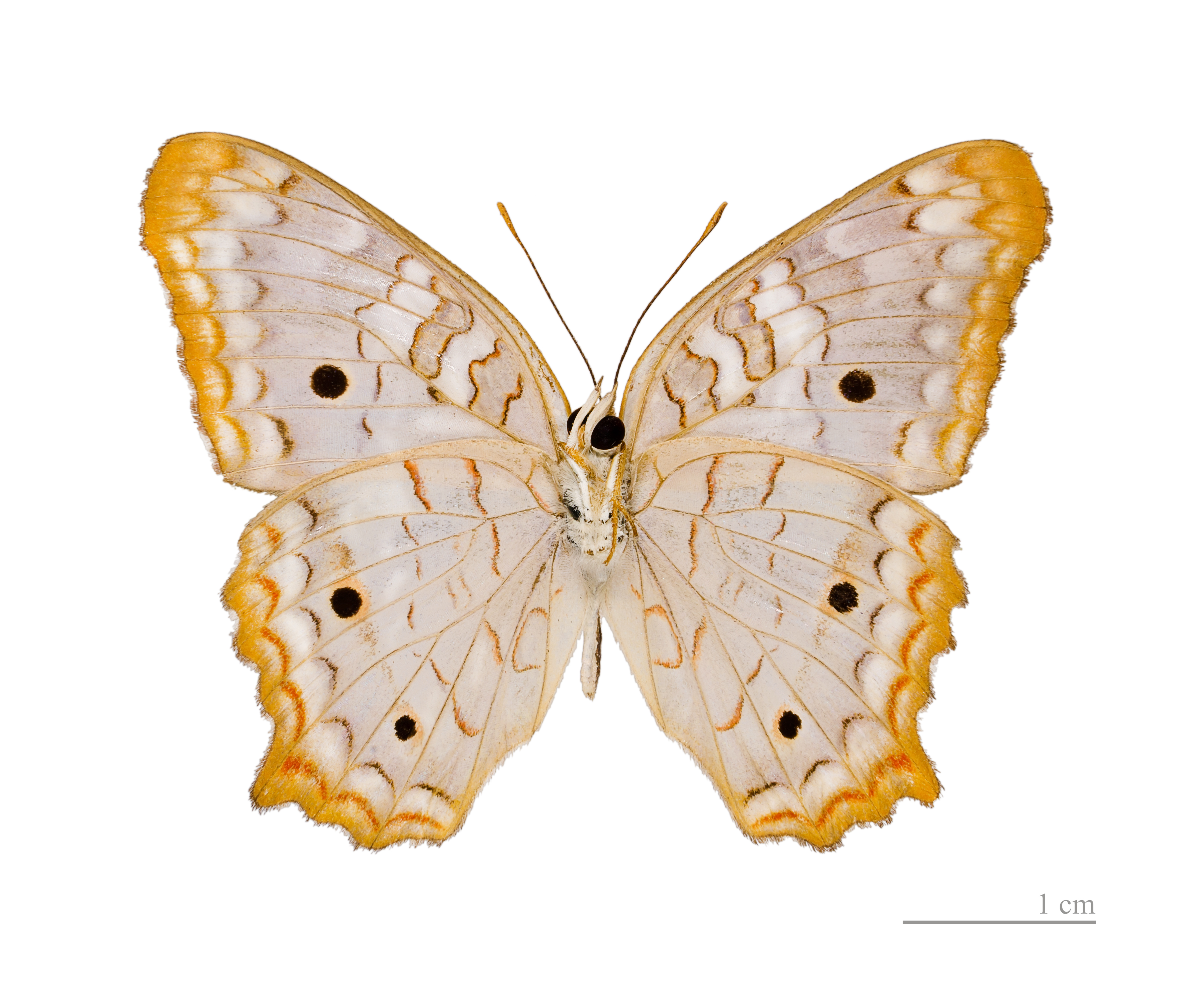
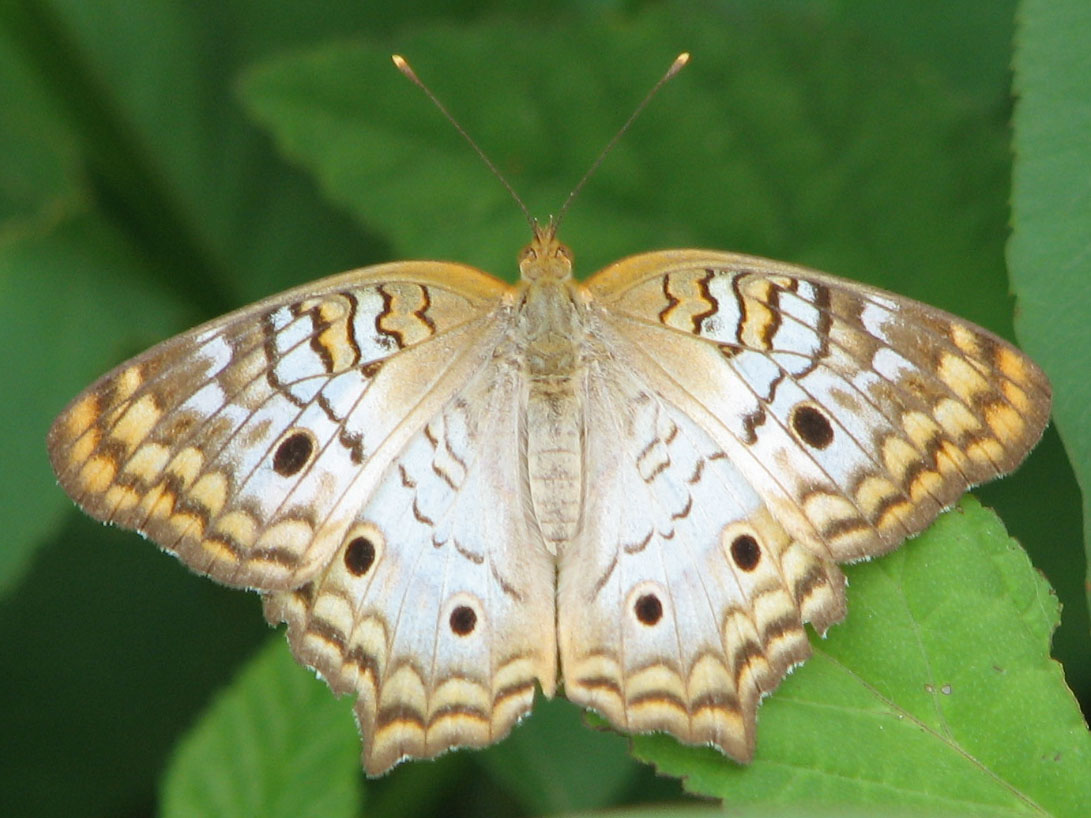